# Феурешть (Марамуреш)
Феурешть, Феурешті (рум. Făurești) — село у повіті Марамуреш в Румунії. Входить до складу комуни Копалнік-Менештур.
Село розташоване на відстані 391 км на північний захід від Бухареста, 16 км на південний схід від Бая-Маре, 88 км на північ від Клуж-Напоки.

## Населення
За даними перепису населення 2002 року у селі проживали 834 особи.
Національний склад населення села:
| Національність | Кількість осіб | Відсоток |
| -------------- | -------------- | -------- |
| румуни         | 734            | 88,0%    |
| цигани         | 99             | 11,9%    |

Рідною мовою назвали:
| Мова      | Кількість осіб | Відсоток |
| --------- | -------------- | -------- |
| румунська | 781            | 93,6%    |
| циганська | 52             | 6,2%     |